# Leiopelma pakeka
Leiopelma pakeka är en primitiv grodart från Nya Zeeland som tillhör släktet Ascaphus och familjen stjärtmuskelgrodor.

## Utseende
Leiopelma pakeka är en liten groda med en blekbrun till nästan svartbrun grundfärg, och svarta fält över ansikte och rygg. Den är försedd med en rad med hudkörtlar från vardera ögat. Den är mycket lik Leiopelma hamiltoni, och troddes vara en underart till denna fram till 1998, då det fastställdes att den var en separat art. Med sin maxlängd på 47 mm är den något kortare än Leiopelma hamiltoni. Simhud saknas helt.

## Utbredning
Tills helt nyligen (1997) fanns arten endast på Maud Island på Nya Zeelands norra sydö. Detta år introducerades den även på den närbelägna Motuara Island. Senare har den med lyckligt resultat införts till flera andra öar i närheten, som är fria från rovdjur som kan tänkas hota den. Det totala beståndet beräknas till omkring 40 000 individer.

## Vanor
Grodan är nattaktiv, och föredrar svala, fuktiga kvällar och nätter med en temperatur mellan  8 och 14 ºC. Arten är landlevande och föredrar stenig mark i skogbevuxna områden. Den är dock beroende av fuktiga miljöer. Den håller sig vanligen inom samma revir med ungefär 5 m radie under flera år. Arten är långlivad, och kan uppnå en ålder av åtminstone 30 år.

### Fortplantning
Data om fortplantningen är hämtade från exemplar i fångenskap. Honorna bland dessa lägger under december mellan 1 och 19 ägg i fuktiga håligheter under grenar, stenar och vegetation. Äggen vaktas av hanen. Arten har inget egentligt yngelstadium, utan när äggen kläcks efter 14 till 21 veckor klättrar ungarna upp på faderns rygg där de fullbordar sin utveckling.

## Status
Leiopelma pakeka är klassificerad som sårbar ("VU", underkategori "D2") av IUCN. De främsta orsakerna är predation av införda djur som svartråtta och hermelin, men även svampsjukdomen chytridiomycos betraktas som ett potentiellt hot.